# Jaroty (Stawiguda)
Jaroty ist ein Ort in der polnischen Woiwodschaft Ermland-Masuren. Er gehört zur Gmina Stawiguda (Landgemeinde Stabigotten) im Powiat Olsztyński (Kreis Allenstein).

## Geographische Lage
Jaroty liegt an der Südwestspitze der Stadt Olsztyn (deutsch Allenstein) im Westen der Woiwodschaft Ermland-Masuren. Bis zum Stadtzentrum sind es sechs Kilometer.
|  |

## Geschichte
Jaroty war nach 1945 Teil einer Kolonia Jaroty, die – wohl nicht nur namentlich – in Verbindung mit dem heutigen Ort und Stadtteil Jaroty stand. Dass der deutsche Name Jomendorf auch auf diese Kolonia anzuwenden ist, ist nicht zu belegen.
Während sich die Stadt Olsztyn besonders in den 1970er Jahren nach Süden ausdehnte und den früheren Ort Jomendorf eingliederte, blieb die Kolonia vor der Stadtgrenze positioniert. Aus dem Ort Jaroty der Stadt Olsztyn entstand der Stadtteil Olsztyn Jaroty, während der kleine Ort am Stadtrand in die Landgemeinde Stawiguda (Stabigotten) im Powiat Olsztyński (Kreis Allenstein) integriert wurde. 
Führte das kleine Jaroty im 20. Jahrhundert noch ein beschauliches Dasein, so änderte sich das zu Beginn des 21. Jahrhunderts in rasanter Weise, was an der überraschend ansteigenden Einwohnerzahl abzulesen ist:
| Jahr | Anzahl |
| ---- | ------ |
| 2000 | 27     |
| 2007 | 117    |
| 2010 | 566    |
| 2013 | 941    |
| 2014 | 1058   |
| 2016 | 1320   |

Der Anstieg der Zahl der Einwohner dürfte in der günstigen Lage des Ortes im „Speckgürtel“ der Stadt Olsztyn zu suchen sein.

## Kirche
Kirchlich ist Jaroty römisch-katholischerseits zur Pfarrei Bartąg ((Groß) Bertung) im Dekanat Olsztyn IV - Jaroty (Jomendorf) hin orientiert. Evangelischerseits ist die Christus-Erlöser-Kirche Olsztyn die zugeordnete Kirche innerhalb der Diözese Masuren der Evangelisch-Augsburgischen Kirche in Polen.

## Verkehr
Das Dorf Jaroty liegt an einer Nebenstraße, die von Olsztyn (als „ul. Bartąska“) kommend nach Bartąg ((Groß) Bertung) führt. Bartąg ist auch die nächste Bahnstation. Sie liegt an der PKP-Linie 216: Działdowo–Olsztyn.